# 戚林八音
『戚林八音』（せきりんはちおん、福州ローマ字: Chék-lìng-báik-ĭng）は福州地方の著名な音韻書である。『戚参將八音字義便覧』と『太史林碧山先生珠玉同声』の二部の音韻書を合わせたものである。前者の完成は、明代の嘉靖年間（1522年 - 1566年）に武将・戚継光が閩に入って倭寇に抵抗した時代。後者は300年前の清代の康熙年間（1662年 - 1722年）である。作者に関しては、目下のところ、考証研究上、確定していない。両者を合本にまとめたのは、福州の人、晉安匯で、清代の乾隆14年（1749年）のことだった。今日まで250年以上重宝され、福州語の音韻研究上、重要な著作である。 

## 関連書籍
- Li, Zhuqing (1993), A study of the "Qī Lín Bāyīn" (PhD thesis), University of Washington, OCLC 38703889. （英語）
- White, M.C. (1856), The Chinese Language Spoken at Fuh Chau, The Methodist Review, 38: 352–381. （英語）
- Yong, Heming; Peng, Jing (2008), Chinese Lexicography: A History from 1046 BC to AD 1911: A History from 1046 BC to AD 1911, Oxford University Press, ISBN 978-0-19-156167-2. （英語）